# Marre
Marre település Franciaországban, Meuse megyében. Lakosainak száma 181 fő (2022. január 1.). Marre Champneuville, Charny-sur-Meuse, Chattancourt, Fromeréville-les-Vallons, Montzéville, Thierville-sur-Meuse és Vacherauville községekkel határos.

## Népesség
A település népességének változása:
| Lakosok száma | 141  | 135  | 141  | 171  | 159  | 161  | 161  | 162  | 168  | 181  |
|               | 1968 | 1982 | 1990 | 2006 | 2013 | 2015 | 2017 | 2019 | 2020 | 2022 |